# Xanthoparmelia subnigra
Xanthoparmelia subnigra är en lavart som beskrevs av Hale. Xanthoparmelia subnigra ingår i släktet Xanthoparmelia och familjen Parmeliaceae.   Inga underarter finns listade i Catalogue of Life.